# Alien (aplicación)
Alien es un programa de ordenador que permite convertir entre diferentes formatos de paquetes de Linux. Soporta conversiones entre Linux Standard Base, RPM, deb, Stampede (.slp) , Slackware (.tgz), tarball (tar.bz2) y tar.gz.
un ejemplo de uso de Alien sería:
```
sudo
 
alien
 
-d
 
tupaquete.rpm

```

Esto convertiría Archivo.rpm a Archivo.deb.

## Programas similares
- checkinstall, para utilizar el tarball fuente desde Gentoo y construir el paquete .deb (Debian).
- debbuild, para convertir desde RPM a .deb